# Wanchy-Capval
Wanchy-Capval est une commune française située dans le département de la Seine-Maritime en région Normandie.

## Géographie

### Description
La commune se trouve dans le Pays de Bray, entre Dieppe et Neufchâtel-en-Bray, à proximité d'Envermeu à l'Ouest et de Londinières à l'Est.

### Communes limitrophes
| Douvrend                  | Bailly-en-Rivière Les Ifs | Fresnoy-Folny |
|                           | Wanchy-Capval             |               |
| Sainte-Agathe-d'Aliermont |                           | Londinières   |

### Hydrographie
La commune est située dans le bassin Seine-Normandie. Elle est drainée par l'Eaulne et  et un autre petit cours d'eau,.
L'Eaulne, d'une longueur de 45 km, prend sa source dans la commune de Mortemer et se jette  dans l'Arquesen limite des communes d'Arques-la-Bataille et de Martin-Église, après avoir traversé 19 communes. 

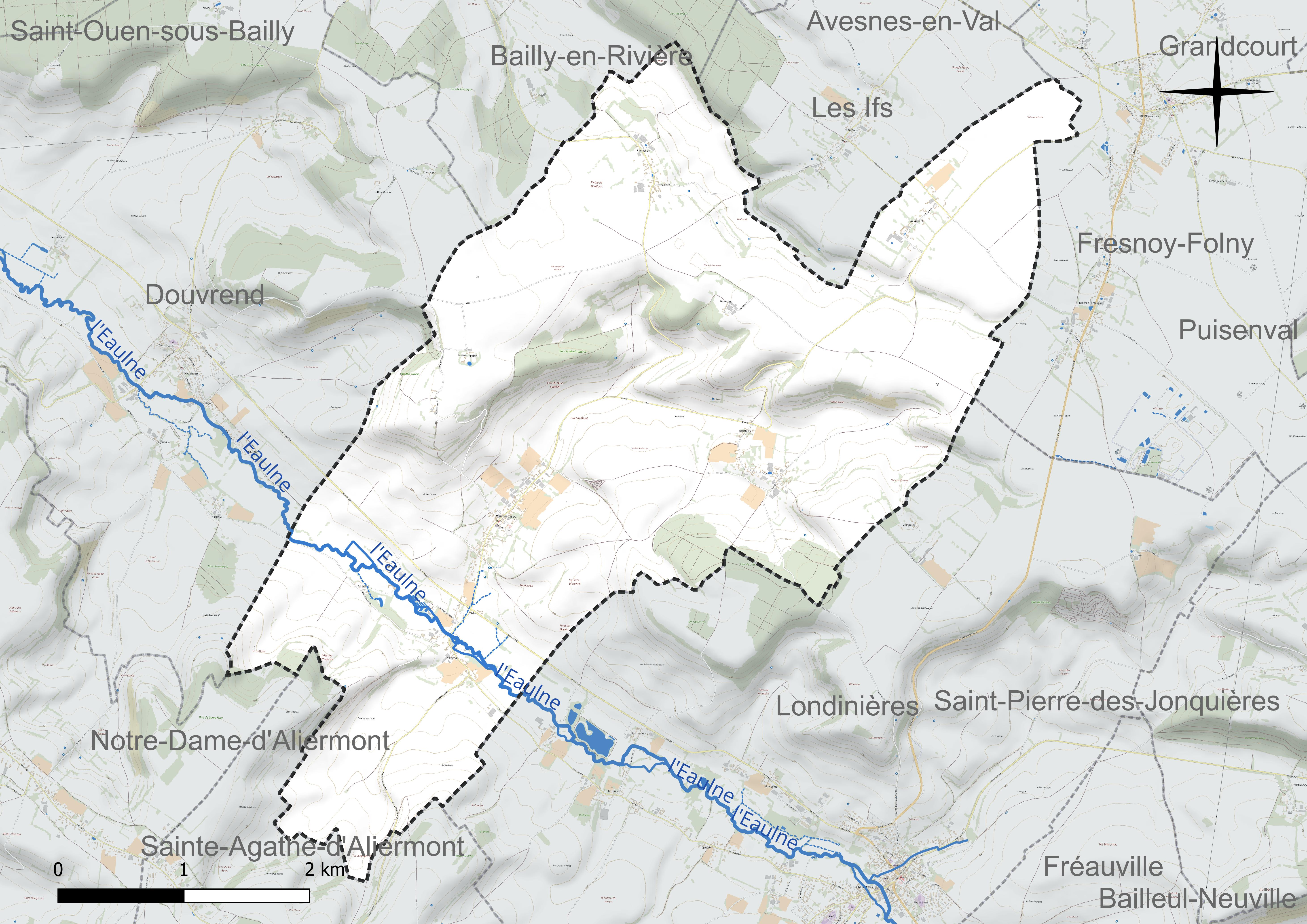
Réseau hydrographique de Wanchy-Capval.

### Climat
Pour des articles plus généraux, voir Climat de la Normandie et Climat de la Seine-Maritime.
En 2010, le climat de la commune est de type climat océanique altéré, selon une étude du CNRS s'appuyant sur une série de données couvrant la période 1971-2000. En 2020, Météo-France publie une typologie des climats de la France métropolitaine dans laquelle la commune est exposée à un climat océanique et est dans la région climatique Côtes de la Manche orientale, caractérisée par un faible ensoleillement (1 550 h/an) ; forte humidité de l’air (plus de 20 h/jour avec humidité relative > 80 % en hiver), vents forts fréquents. Parallèlement le GIEC normand, un groupe régional d’experts sur le climat, différencie quant à lui, dans une étude de 2020, trois grands types de climats pour la région Normandie, nuancés à une échelle plus fine par les facteurs géographiques locaux. La commune est, selon ce zonage, exposée à un « climat maritime », correspondant au Pays de Caux, frais, humide et pluvieux, légèrement plus frais que dans le Cotentin.
Pour la période 1971-2000, la température annuelle moyenne est de 10,5 °C, avec une amplitude thermique annuelle de 13,4 °C. Le cumul annuel moyen de précipitations est de 904 mm, avec 13,4 jours de précipitations en janvier et 8,4 jours en juillet. Pour la période 1991-2020, la température moyenne annuelle observée sur la station météorologique la plus proche, située sur la commune de Bouelles à 19 km à vol d'oiseau, est de 10,7 °C et le cumul annuel moyen de précipitations est de 838,4 mm,. Pour l'avenir, les paramètres climatiques de la commune estimés pour 2050 selon différents scénarios d’émission de gaz à effet de serre sont consultables sur un site dédié publié par Météo-France en novembre 2022.

## Urbanisme

### Typologie
Au 1er janvier 2024, Wanchy-Capval est catégorisée commune rurale à habitat dispersé, selon la nouvelle grille communale de densité à sept niveaux définie par l'Insee en 2022.
Elle est située hors unité urbaine et hors attraction des villes,.

### Occupation des sols
L'occupation des sols de la commune, telle qu'elle ressort de la base de données européenne d’occupation biophysique des sols Corine Land Cover (CLC), est marquée par l'importance des territoires agricoles (94,4 % en 2018), une proportion identique à celle de 1990 (94,4 %). La répartition détaillée en 2018 est la suivante : 
terres arables (63,2 %), prairies (25 %), zones agricoles hétérogènes (6,1 %), forêts (4,1 %), zones urbanisées (1,6 %). L'évolution de l’occupation des sols de la commune et de ses infrastructures peut être observée sur les différentes représentations cartographiques du territoire : la carte de Cassini (XVIIIe siècle), la carte d'état-major (1820-1866) et les cartes ou photos aériennes de l'IGN pour la période actuelle (1950 à aujourd'hui).

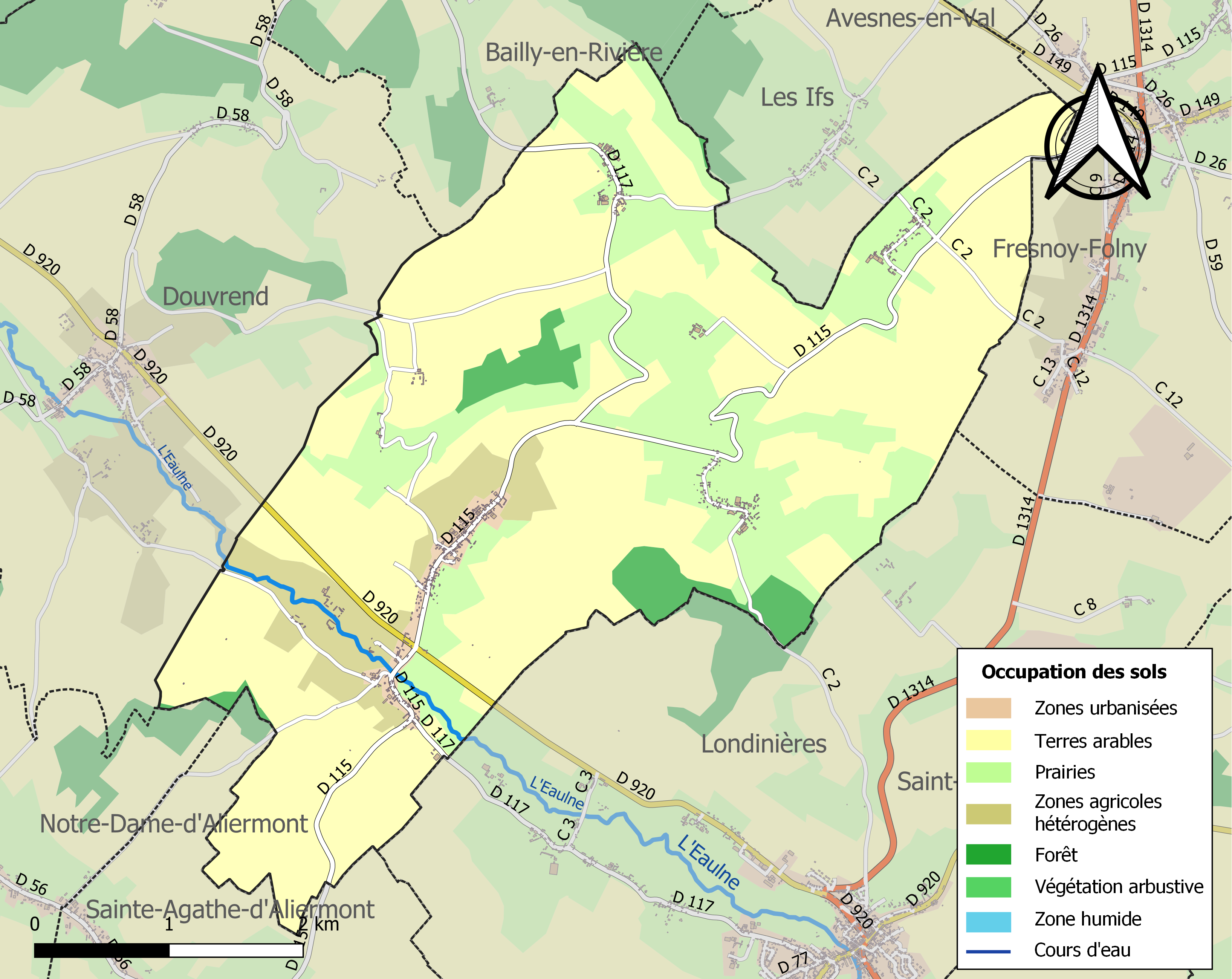
Carte des infrastructures et de l'occupation des sols de la commune en 2018 (CLC).

## Toponymie
Wanchy : est attesté sous les formes Wadenciacus en 876 ; Wanciacum vers 1024 ; de Wanci en  1153, 1154, 1155, 1158, 1170, 1172 et 1173 ; de Wanchi en 1185 et 1189 ; de Wanceio en 1189 ; In parrochia de Wandiniaco en 1258 ;  In parrochia Sancti Petri de Vanchiaco en 1281 ; De Wanceio en 1198 ; de Wanci (sans date) ; de Wanceio en 1217 ; Ecclesia de Wanchi vers 1240 ; Apud Wanchiacum en 1248 ; Prioratus de Wanchiaco en 1250 ; Prioratus de Wanchy en 1257 ; Presbyter de Wanchy en 1258 ; Vanchi en 1337 ; Vanchy en 1648, 1704, en 1715 (Frémont), en 1738 (Pouillé), Wanchy en 1757 (Cassini). 
Capval : est attesté sous les formes Capet val en 1043 ; de Capeval en 1107, 1191, de Capeuval vers 1200 ; de Cappeval vers 1200 ; de Capevalle en 1230 ; Ecclesia de Capeval vers 1240 ; Capeval en 1337 et 1431, Cappeval en 1433 ; Saint Mellain de Cappeval entre 1543 et 1603 ; Ecclesie Sancti Melani de Capeval en 1525 ; Ecclesie Sancti Menni de Cappeval en 1658 ; Saint Mein de Capeval au XVIIe siècle ; Saint Melain de Capeval en 1714 et 1715 ; Capval en 1715 (Frémont), en 1757 (Cassini).

## Histoire
Le village a été desservi par la ligne de chemin de fer secondaire Amiens - Aumale - Envermeu de 1906 à 1947.

## Politique et administration
| Période                                  | Période                       | Identité        | Étiquette | Qualité              |
| ---------------------------------------- | ----------------------------- | --------------- | --------- | -------------------- |
| Les données manquantes sont à compléter. |                               |                 |           |                      |
| mars 2001                                | juillet 2020                  | Maurice Rouland |           | Agriculteur retraité |
| juillet 2020                             | En cours (au 16 juillet 2020) | Olivier Boinet  |           | Chef d'entreprise    |

## Démographie
L'évolution du nombre d'habitants est connue à travers les recensements de la population effectués dans la commune depuis 1793. Pour les communes de moins de 10 000 habitants, une enquête de recensement portant sur toute la population est réalisée tous les cinq ans, les populations de référence des années intermédiaires étant quant à elles estimées par interpolation ou extrapolation. Pour la commune, le premier recensement exhaustif entrant dans le cadre du nouveau dispositif a été réalisé en 2005.

En 2022, la commune comptait 330 habitants, en évolution de −8,08 % par rapport à 2016 (Seine-Maritime : +0,35 %, France hors Mayotte : +2,11 %).
| 1793 | 1800 | 1806 | 1821 | 1831 | 1836 | 1841 | 1846 | 1851 |
| ---- | ---- | ---- | ---- | ---- | ---- | ---- | ---- | ---- |
| 456  | 480  | 526  | 537  | 726  | 723  | 730  | 767  | 741  |

| 1856 | 1861 | 1866 | 1872 | 1876 | 1881 | 1886 | 1891 | 1896 |
| ---- | ---- | ---- | ---- | ---- | ---- | ---- | ---- | ---- |
| 749  | 724  | 684  | 632  | 643  | 630  | 618  | 612  | 606  |

| 1901 | 1906 | 1911 | 1921 | 1926 | 1931 | 1936 | 1946 | 1954 |
| ---- | ---- | ---- | ---- | ---- | ---- | ---- | ---- | ---- |
| 636  | 626  | 614  | 544  | 527  | 517  | 551  | 553  | 515  |

| 1962 | 1968 | 1975 | 1982 | 1990 | 1999 | 2005 | 2006 | 2010 |
| ---- | ---- | ---- | ---- | ---- | ---- | ---- | ---- | ---- |
| 524  | 448  | 445  | 397  | 351  | 317  | 341  | 340  | 340  |

| 2015 | 2020 | 2022 | - | - | - | - | - | - |
| ---- | ---- | ---- | - | - | - | - | - | - |
| 358  | 335  | 330  | - | - | - | - | - | - |

## Culture locale et patrimoine

### Lieux et monuments
- Église Saint-Pierre.

## Pour approfondir